# Przybyszów (województwo lubuskie)
Przybyszów – wieś w Polsce położona w województwie lubuskim, w powiecie wschowskim, w gminie Sława.
W latach 1975–1998 miejscowość położona była w województwie zielonogórskim.

## Integralne części wsi
| SIMC    | Nazwa    | Rodzaj     |
| ------- | -------- | ---------- |
| 0913999 | Cegłówko | przysiółek |

## Zabytki

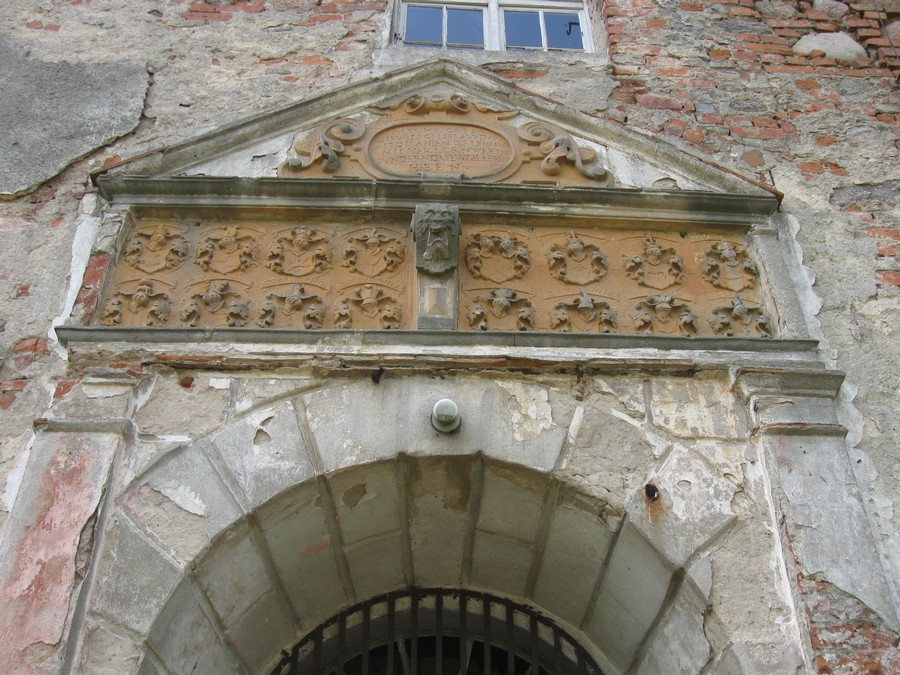
Portal

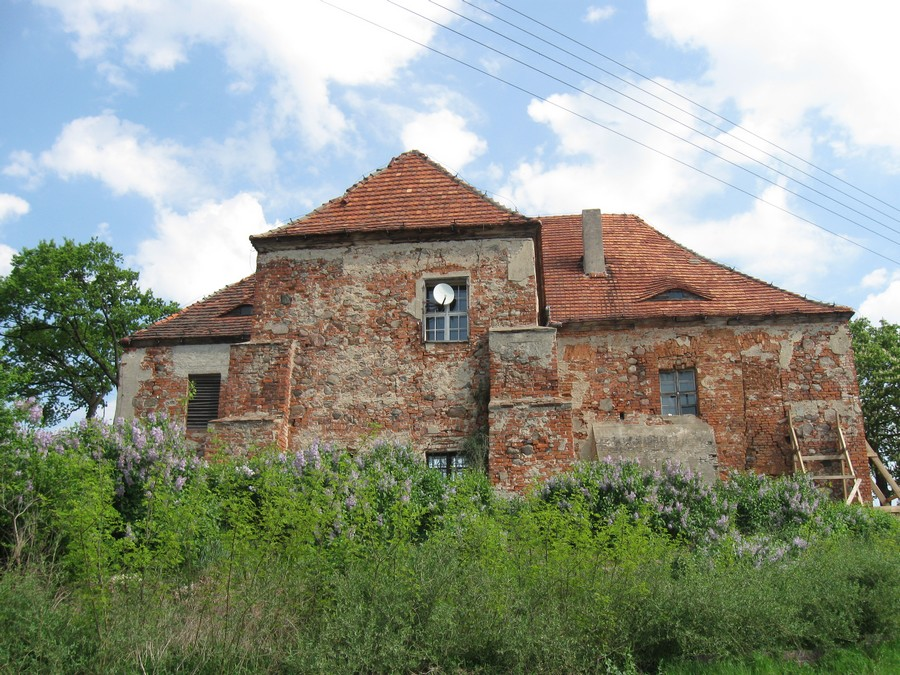
Dwór od ogrodu

Do wojewódzkiego rejestru zabytków wpisany jest:
- kościół filialny pod wezwaniem MB Bolesnej, z 1657 roku, XIX wieku

Przybyszów - Zbiersk 
- dwór, z około 1600 roku

### FiliaGroß-Rosen
W miejscowości znajdowała się filia obozu koncentracyjnego Groß-Rosen.

## Klub piłkarski
We wsi działa piłkarski Klub Sportowy „Dąb” Przybyszów, który został założony w 1952 roku i występuje w sezonie 2024/2025 w IV lidze, gr. lubuskiej. Domowe mecze zespół rozgrywa na Stadionie Miejskim w Sławie.